# Through the Years
Through the Years är ett samlingsalbum av det progressiva rockbandet Jethro Tull, utgivet 1998 av skivbolaget Disky Communications. Det är ett album med låtar från många olika perioder i bandets historia. Det har material som spänner över hela bandets existens, från deras första album till Roots to Branches.

## Låtlista
1. "Living in the Past" (live) – 5:03
2. "Wind Up" – 6:04
3. "Warchild" – 4:33
4. "Dharma for One" (instrumental) – 4:11
5. "Acres Wild" – 3:22
6. "Budapest" – 10:00
7. "The Whistler" – 3:30
8. "We Used to Know" – 3:55
9. "Beastie" – 3:57
10. "Locomotive Breath" (live) – 5:36
11. "Rare and Precious Chain" – 3:34
12. "Quizz Kid" – 5:08
13. "Still Loving You Tonight" – 4:30